# 馬俊傑
馬俊傑（英語：Linus Ma Chun Kit，1989年10月6日—），香港男主持及演員，2016年透過《香港先生選舉》而加入演藝圈，曾擔任兒童節目《Think Big天地》主持之一，曾為無綫電視經理人合約藝員。

## 簡歷
馬俊傑曾就讀基督教香港信義會信愛學校（1996至2002年）、中華基督教會桂華山中學（2002至2004年）及中華基督教會公理高中書院，畢業後升讀香港知專設計學院。另外，他曾在港報讀皇家布里斯本國際學院（Royal Brisbane International College）的課程，繼而到香港公開大學進修，再在2015年畢業於林肯大學（2014年開始入讀），期間參加過內地真人騷節目《非常完美》。他於二十多歲時開始參加十八區及英皇新秀歌唱比賽，亦曾投考兩次無綫電視藝員訓練班卻全部落空，之後任職博物館展覽設計師和平面模特兒，拍攝過不同類型的電視廣告。
2016年6月，馬俊傑認為參加《香港先生選舉》是涉足演藝圈最快捷的機會，遂報名參選且成功晉級最後十強。他落敗後便加入無綫電視，並入讀為期3個月的2016 - 17年度演藝進修班，2017年3月3日才正式簽約成為無綫電視合約藝員；同年5月3日開始擔任兒童節目《Think Big天地》主持之一。2019年1月，他投資逾十萬元建立個人服飾品牌「Lucky Map」，主要售賣兒童時尚服裝及配飾。

## 演出作品

### 電視劇
| 首播     | 劇名                       | 角色                           |
| 無綫電視 |                            |                                |
| 2017年   | 踩過界                     | 蒲 客（第22集）                |
| 2017年   | 踩過界                     | 大學舊生（第6集）              |
| 2017年   | 愛·回家之開心速遞          | 金城安大學同學（第132、614集） |
| 2017年   | 愛·回家之開心速遞          | 倫先生（第252集）              |
| 2017年   | 愛·回家之開心速遞          | 刑事情報科探員（第362、364集） |
| 2017年   | 愛·回家之開心速遞          | 袁 球（第727集起）             |
| 2017年   | 誇世代                     | Abby 男朋友（第46集）          |
| 2018年   | 棟仁的時光                 | 男拍檔（第17集）               |
| 2018年   | 是咁的，法官閣下           | 面試者甲（第1、2集）           |
| 2018年   | 跳躍生命線                 | 同學甲（第18集）               |
| 2019年   | 婚姻合伙人                 | 「桑榆置業」經紀（第7集）      |
| 2019年   | 白色強人                   | 富 豪（第18集）                |
| 2019年   | 牛下女高音                 | 買雪糕的客人（第14集）         |
| 2019年   | 堅離地愛堅離地（海外首播） | 餐廳經理（第16集）             |
| 2020年   | 使徒行者3                  | 馬俊傑                         |
| 2020年   | 香港愛情故事               | 霆（第9、10集）                |
| 2020年   | 大步走（myTV Gold 首播）   | 安 仔（第1集）                 |
| 2021年   | 逆天奇案                   | 羅永良（第11集）               |
| 2021年   | 智能愛人                   | Mario Lee                      |
| 2021年   | 七公主                     | 咖啡師                         |
| 2021年   | 把關者們                   | 郭德正                         |
| 2021年   | 我家無難事                 | 刑事警察（第11集）             |
| 2021年   | 換命真相                   | 刑事警察（第23集）             |
| 2021年   | 拳王                       | 刑冠一助手（第11集）           |
| 2022年   | 鐵拳英雄                   | 赤靈王護法                     |
| 2022年   | 雙生陌生人                 | 富二代（第7集）                |
| 2022年   | 十八年後的終極告白2.0      | 少年方志浩（第19集）           |
| 2022年   | 痞子殿下                   | 殺 手（第22集）                |
| 2022年   | 白色強人II                 | 實習醫生（第30集）             |
| 2022年   | 美麗戰場                   | 國 明                          |
| 2022年   | 法證先鋒V                  | 殮房保安員（第26-27集）        |
| 2022年   | 超能使者                   | 隆手下                         |
| 2023年   | 新四十二章                 | 譚煜升                         |
| 2023年   | 隱形戰隊                   | 男朋友（第10集）               |
| 2023年   | 法言人                     | Dave                           |
| 2023年   | 隱門                       | 老 師（第7 - 9、13集）         |
| 2023年   | 寵愛Pet Pet                | 主 人（第1集）                 |
| 2023年   | 寵愛Pet Pet                | 街 坊（第19集）                |
| 2023年   | 你好，我的大夫             | 醫 生（第9集）                 |
| 2024年   | 旁觀者                     | 阿濤                           |
| 邵氏兄弟 |                            |                                |
| 2022年   | 飛虎之壯志英雄             | 飛虎隊成員                     |

### 綜藝節目
| 首播     | 節目名             | 備註         |
| 無綫電視 |                    |              |
| 2017年   | 最緊要好玩         | 固定演出     |
| 2017年   | 流行經典50強       | 固定演出     |
| 2017年   | 丁酉年沙田龍舟競渡 | 固定演出     |
| 2017年   | Big Big小明星 2017 | 固定演出嘉賓 |
| 2021年   | 明星運動會         | 固定演出     |

### 主持節目
| 首播          | 節目名          | 備註 |
| 無綫電視      |                 | |
| 2017 - 2020年 | Think Big天地   | 5月3日亮相與林希靈、黃愷怡、余德丞、李雯希、阮浩棕、鍾君揚、黃碧蓮、單文柔、鍾晴、何依婷、伍樂怡、邱晴、鄧家禮、曾展望、徐文浩、王虹茵、梁敏巧、黃紫恩、陳嘉慧及吳佩隆一同主持，森探險團角色為酋長兼為「矇豬豬」配音 |
| 2017年        | Think Big遊學團 | 5月6日亮相與林希靈、黃愷怡、余德丞、李雯希、阮浩棕、鍾君揚、黃碧蓮、單文柔及鍾晴一同主持 |
| 2017 - 2020年 | Big Big小明星   | 與鍾君揚、黃碧蓮、單文柔、鍾晴、何依婷、伍樂怡、邱晴及王虹茵一同主持 |
| 2018 - 2022年 | 安樂蝸          | 主持（9月16日亮相、第400集起） |

### 電影
| 首映   | 電影名   | 角色             |
| 2017年 | 拆彈專家 | 爆炸品處理課警員 |

### 廣告
| 年份   | 內容                                                       |
| 2015年 | 衛訊電訊「Challenge Angels - 衛訊手機服務至強」            |
| 2015年 | 衛生署、衛生防護中心、紅絲帶中心「預約愛滋病病毒抗體測試」 |
| 2016年 | 政府新聞處「店鋪唔阻街 條路暢通晒」                        |
| 2016年 | 政府新聞處「長者及合資格殘疾人士公共交通票價優惠計劃」     |

## 外部連結
- 馬俊傑的新浪微博
- 馬俊傑的Instagram帳戶
- 馬俊傑的Facebook專頁
- 馬俊傑的Facebook專頁
- YouTube上的馬俊傑頻道
- 2016香港先生選舉檔案 - 6. 馬俊傑 （页面存档备份，存于）